# Eyralpenus metaxantha
Eyralpenus metaxantha là một loài bướm đêm thuộc phân họ Arctiinae, họ Erebidae.